# Хауардвик (Тексас)
Хауардвик (енгл. Howardwick) град је у америчкој савезној држави Тексас. По попису становништва из 2010. у њему је живело 402 становника.

## Демографија
Према попису становништва из 2010. у граду је живело 402 становника, што је 35 (8,0%) становника мање него 2000. године.
| Група             | 2000.       | 2010.       |
| Белци             | 409 (93,6%) | 379 (94,3%) |
| Афроамериканци    | 1 (0,2%)    | 2 (0,5%)    |
| Азијати           | 0 (0,0%)    | 0 (0,0%)    |
| Хиспаноамериканци | 21 (4,8%)   | 14 (3,5%)   |
| Укупно            | 437         | 402         |